# San Mateo Ixtatán
San Mateo Ixtatán è un comune del Guatemala facente parte del dipartimento di Huehuetenango.
L'abitato venne fondato nel 1549.